# Alexander Hugh Holmes Stuart

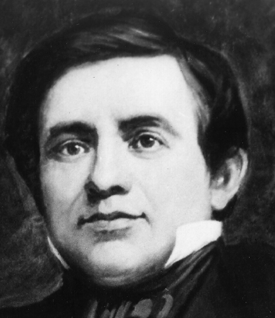
Alexander Hugh Holmes Stuart

Alexander Hugh Holmes Stuart (* 2. April 1807 in Staunton, Virginia; † 13. Februar 1891 ebenda) war ein US-amerikanischer Politiker (Whig Party), der dem Kabinett von US-Präsident Millard Fillmore als Innenminister angehörte.

## Leben
Alexander Stuart, Sohn eines Richters schottisch-irischer Abstammung, besuchte zunächst das College of William & Mary, ehe er 1828 an der University of Virginia seinen Abschluss machte. Nach seinem Jura-Studium wurde er im selben Jahr in die Anwaltskammer aufgenommen und begann in Staunton als Jurist zu arbeiten. Er war mit Frances C. Payton verheiratet, die acht Kinder zur Welt brachte.

## Politische Laufbahn
1836 begann seine politische Karriere mit der Wahl ins Abgeordnetenhaus von Virginia, dem er bis 1839 angehörte. Im Jahr darauf erfolgte die Wahl ins US-Repräsentantenhaus als Mitglied der Whigs. Nach zweijähriger Amtszeit und gescheitertem Wiederwahlversuch schied Stuart im März 1843 aus dem Kongress aus.
Präsident Fillmore berief Alexander Stuart 1850 als Nachfolger des nach nur elftägiger Amtszeit zurückgetretenen Innenministers Thomas McKennan in sein Kabinett. Stuart nahm die Amtsgeschäfte am 14. September 1850 auf und fand in seinem Ministerium eine Kultur der politischen Patronage vor. Zwar gelang es ihm nicht, daran grundlegend etwas zu ändern, doch immerhin vermochte er das aus diesem System heraus entstehende Chaos im administrativen Bereich einzudämmen.
Mit dem Ende von Millard Fillmores Präsidentschaft im März 1853 schied auch Stuart aus der Regierung aus. Sein nächstes öffentliches Amt hatte er von 1857 bis 1861 als Mitglied des Senats von Virginia inne. In dieser Zeit steuerten die USA dem Bürgerkrieg entgegen, wobei Stuart im Jahr 1861 Delegierter des Sezessionskonvents von Virginia war. Nach Gründung der Konföderierten Staaten reiste er im April 1861 als Mitglied einer Delegation des Südens nach Washington und traf mit Präsident Abraham Lincoln zusammen. Dieser bekräftigte seinen Plan, an den Bundesforts im Süden festzuhalten, woraufhin Stuart und seine Mitstreiter nach Richmond zurückkehrten.
Nach Ende des Bürgerkrieges wurde Alexander Stuart 1865 wieder ins US-Repräsentantenhaus gewählt, doch wurde ihm die Wahrnehmung seines Mandates nicht gestattet. 1870 stand er dem Committee of Nine vor, das die Voraussetzung für die Wiederaufnahme Virginias in die Union schuf. Von 1874 bis 1877 gehörte er noch einmal dem Repräsentantenhaus seines Heimatstaates an.

## Weiterer Lebensweg
Ebenfalls im Jahr 1874 übernahm Stuart den Posten des Rektors an der University of Virginia, den er bis 1882 bekleidete. Er fungierte auch als Präsident der Virginia Historical Society und arbeitete parallel wieder als Anwalt. Alexander Stuart starb im Februar 1891 als letztes überlebendes Mitglied des Fillmore-Kabinetts.